# Die Mädchen aus Viterbo
Die Mädchen aus Viterbo ist ein Hörspiel von Günter Eich, das in zwei Versionen aus den Jahren 1953 und 1959 existiert. In dem Holocaust-Stück erteilt ein jüdischer Großvater seiner Enkelin eine Lektion, wie das Sterben zu ertragen sei.

## Inszenierung 1953
Ursendung am 10. März 1953 vom SWF, BR und RB. Regie: Karl Peter Biltz.
Berlin-Wilmersdorf, Prinzregentenstraße 96 zur NS-Zeit. Schergen stürmen am 7. Oktober 1943 das Versteck des jüdischen Mädchens Gabriele in der Wohnung der alleinstehenden Frau Winter. Die 16-jährige Gabriele hält sich schon drei Jahre zusammen mit ihrem Großvater, dem alten Oldenburg, dort verborgen. Vater und Mutter wurden bereits früher „abgeholt“.
Günter Eich erzählt aus den letzten Stunden im Leben der beiden in dem selbstgewählten Gefängnis. Manchmal hatte Frau Winter eine alte Zeitung mitgebracht. In einer hatte der Großvater die Geschichte einer Mädchen-Schulklasse aus Viterbo auf dem Ausflug in die römischen Katakomben gefunden. Laut Zeitungsartikel sollen die dreizehn Mädchen zusammen mit ihrem Lehrer nicht wieder aus dem unterirdischen Labyrinth herausgefunden haben. Gabriele dichtet – zunächst aus Zeitvertreib und gegen die Angst – die Geschichte um. Die 16-jährigen Schülerinnen werden durch die Kraft der Liebe gerettet. Der 17-jährige Tischlerei-Gehilfe Emilio Fostini macht sich von Viterbo aus nach Rom auf und erreicht am sechsten Tag nach dem Unglück, was Rettungsmannschaften der Feuerwehr und Polizei in tagelanger Suche nicht vermochten. Emilio dringt zu den Mädchen vor und rettet seine heimliche Liebe Luzia. Letztere hatte das Unglück verursacht. An der Spitze der Mädchenklasse hatte sie sich an einer Verzweigung der Gänge absichtlich verlaufen. Als Motiv gibt sie Langeweile an.
Die Geschichte, so meint der Großvater, sei falsch erzählt. Gabriele fällt keine bessere Fassung ein. Frau Winter bringt das Essen und schlechte Nachricht. Die Hirschfelds, mit den Oldenburgs befreundet, seien auf der Flucht in die Schweiz aufgegriffen worden und säßen in einem Berliner Gefängnis. Es muss befürchtet werden, einer der Hirschfelds gibt während des Verhörs den Unterschlupf Gabrieles preis. Für den Fall muss auch Frau Winter mit Bestrafung rechnen.
Der Großvater will die Enkelin trösten. So bittet er Gabriele im Angesicht der Gefahr, die Geschichte noch einmal – diesmal nicht als Märchen – zu erzählen. Gabriele besinnt sich und erzählt: Eines der Mädchen will Luzia mit einem Stein erschlagen. Die anderen verzeihen ihr. Gleichgültig fügen sich die Mädchen in ihr Los.
Der Großvater präzisiert den Schluss der Geschichte: Gleichgültigkeit, genauer, rein gar nichts mehr von Gott wollen, sei eine Voraussetzung für das Beten. Zu Gott beten, das heiße Ja sagen zur Alternativlosigkeit.
Mitwirkende: Am 10. März 1953 sprach Kurt Ebbinghaus den alten Oldenburg, Dagmar Altrichter die Gabriele, Freddy Klaus den Emilio, Cläre Ruegg die Frau Winter und Gudula Kownatzki die Luzia.

## Inszenierung 1959
Ursendung am 8. Juni 1959 vom hr und dem SDR. Regie: Fränze Roloff.
Die Zweitfassung ist eine behutsame Überarbeitung, in der nur kleinere Abweichungen zur Erstfassung auffallen: Das in der Erstfassung hochkommende Gefühl, die anderen (die Hirschfelds oder vielleicht sogar die selbstlose Frau Winter) könnten an Gabrieles Verhängnis schuld sein, wurde zurückgedrängt.
Die Mädchen aus Viterbo handeln nicht mehr fast einheitlich. Einige suchen ihr Heil in der Aktion; wollen lieber nach dem rettenden Ausgang suchen als verharrend sterben.
Noch einige Abweichungen: Oldenburg heißt Goldschmidt. Alle Juden tragen die oktroyierten Beinamen Israel beziehungsweise Sarah. Luzia versucht zunächst eine Lüge, bevor sie ihre Schuld eingesteht. Emilio Fostini ist von Gabriele erfunden. Die Hirschfelds sind in Moabit inhaftiert. Eine Frau Kallmorgen soll Gabriele und den Großvater in letzter Minute retten. Diese Frau kommt nicht; erweist sich als Erfindung.
Zur Produktion: Am 8. Juni 1959 sprach Eduard Wandrey den alten Goldschmidt, Maria-Magdalena Thiesing die Gabriele, Peter Fricke den Emilio, Liselotte Bettin die Frau Winter und Karin Fränkel die Luzia. Musik: Siegfried Franz.

## Form
In den beiden Erzählsträngen Berlin und Rom wird eine Inversion verwendet. Entdeckung bedeutet Tod beziehungsweise Rettung. Trotz dieser Gegensätze führt Günter Eich die beiden Figurengruppen zu einheitlicher Einsicht: Sowohl die Eingeschlossenen in dem Zimmer als auch in der Katakombe nehmen das Leiden auf sich und wollen bis zum Ende durchhalten.
Nebensächliches wird auf einmal zur erschütternden Hauptsache. Die Mahlzeit, von Frau Winter gebracht, vom Großvater und von Gabriele eingenommen, suggeriert beim Leser Hoffnung: Alles wird gut. Aber nichts wird gut. Es ist die Henkersmahlzeit. Die Schergen des Regimes dringen zu den beiden Juden vor. Die Hoffnung beim Hörer wird durch eine andere Nebensache – die Postkarte – zunichtegemacht. Die Hirschfelds haben sie aus einer deutschen Ortschaft nahe der Schweiz abgeschickt. Aber die Reisenden wurden nach Berlin zurückgebracht und es könnte sein (aber Günter Eich lässt uns im Ungewissen), die Gefangenen haben das Versteck Prinzregentenstraße 96 preisgegeben. Ebenso furchtbar erweist sich Gabrieles Märchen von der Rettung der Mädchen aus Viterbo durch Emilio. Den jungen Mann gibt es gar nicht. Die Mädchen wurden nie wieder gesehen.

## Rezeption
- Wagner zitiert aus dem SWF-Pressedienst vom Februar 1954: Oldenburg und seine Enkelin sähen ein, mit dem Märchen von der Rettung der Mädchen aus Viterbo betrügten sie sich selbst. Aus der Erkenntnis fänden beide Kraft, dem Tod ins Auge zu sehen.[8] Wagner nennt Besprechungen, darunter „Daß Angst doch Angst überwindet“ („Pfälzer Abendzeitung“ vom 13. März 1953), „Moderne Mysterienspiele“ („Neue Zeitung“ vom 18. März 1953), „In der Finsternis wird das Licht hell“ („Evangelischen Pressedienst/Kirche und Rundfunk“ vom 23. März 1953), „Im Irrgarten der Angst“ („Kölnische Rundschau“ vom 13. Februar 1954).[9]
- Jens denkt an das Höhlengleichnis des Sokrates. Die in der finsteren Höhle werden zur Wahrheit geführt.[10] Sein Schicksal wachen Geistes auf sich nehmen – das sieht Jens als das Motiv.[11]
- „Hauptthema des Hörspiels“ sei der „Schrecken der Wirklichkeit“.[12]

Neuere Äußerungen
- Oppermann bezeichnet dieses Werk als „fragwürdigen Text“[13], wirft dem Autor das Aussparen historische Bezüge vor[14] und findet Gründe für den Erfolg des Hörspiels: Die beiden „Ausnahmezustände“ in Berlin und Rom, also die „Konfrontation mit dem Tod“, erlaubten dem Hörer unproblematische Identifikation.[15]
- Zur grundsätzlichen Aussage äußern sich Barner und Alber. In Barners Literaturgeschichte steht, die Hinwendung zum Gebet am Schluss des Hörspiels sei kein Bekenntnis Günter Eichs zur Religion.[16] Alber hingegen schreibt, zwar stehe die Stelle singulär im Schaffen Eichs da, doch sie sei „bekennendes Einverständnis mit Gott und dem von ihm bestimmten Schicksal“.[17]
- Alber wird an Anne Frank erinnert[18] und hebt die Schicksalsergebenheit des Großvaters hervor. Der alte Mann bereite das junge Mädchen auf ihr schreckliches Ende vor.[19]

### Ausgaben
- Günter Eich: Fünfzehn Hörspiele. (Geh nicht nach El Kuwehd. Träume. Sabeth. Die Andere und ich. Blick auf Venedig. Der Tiger Jussuf. Meine sieben jungen Freunde. Die Mädchen aus Viterbo. Das Jahr Lazertis. Zinngeschrei. Die Stunde des Huflattichs. Die Brandung vor Setúbal. Allah hat hundert Namen. Festianus, Märtyrer. Man bittet zu läuten) Suhrkamp, Frankfurt am Main 1966 (Reihe: Die Bücher der Neunzehn, Bd. 136), 598 Seiten

### Verwendete Ausgaben
- Günter Eich: Die Mädchen aus Viterbo (I) (1952). S. 737–771 in: Karl Karst (Hrsg.): Günter Eich. Die Hörspiele 1. in: Gesammelte Werke in vier Bänden. Revidierte Ausgabe. Band II. Suhrkamp, Frankfurt am Main 1991, ohne ISBN
- Günter Eich: Die Mädchen aus Viterbo (II) (1959). S. 493–537 in: Karl Karst (Hrsg.): Günter Eich. Die Hörspiele 2. in: Gesammelte Werke in vier Bänden. Revidierte Ausgabe. Band III. Suhrkamp, Frankfurt am Main 1991, ohne ISBN

### Sekundärliteratur
- Heinz Schwitzke (Hrsg.): Reclams Hörspielführer. Unter Mitarbeit von Franz Hiesel, Werner Klippert, Jürgen Tomm. Reclam, Stuttgart 1969, ohne ISBN, 671 Seiten
- Heinz Piontek: Anruf und Verzauberung. Das Hörspielwerk Günter Eichs. (1955) S. 112–122 in Susanne Müller-Hanpft (Hrsg.): Über Günter Eich. Suhrkamp, Frankfurt am Main 1970 (edition suhrkamp 402), 158 Seiten, ohne ISBN
- Walter Jens: Nachwort zu Günter Eichs »Die Mädchen aus Viterbo«. (1958) S. 123–128 in Susanne Müller-Hanpft (Hrsg.): Über Günter Eich. Suhrkamp, Frankfurt am Main 1970 (edition suhrkamp 402), 158 Seiten, ohne ISBN
- Michael Oppermann: Innere und äußere Wirklichkeit im Hörspielwerk Günter Eichs. Diss. Universität Hamburg 1989, Verlag Reinhard Fischer, München 1990, ISBN 3-88927-070-0
- Sabine Alber: Der Ort im freien Fall. Günter Eichs Maulwürfe im Kontext des Gesamtwerkes. Diss. Technische Universität Berlin 1992. Verlag Peter Lang, Frankfurt am Main 1992 (Europäische Hochschulschriften. Reihe I, Deutsche Sprache und Literatur, Bd. 1329), ISBN 3-631-45070-2
- Wilfried Barner (Hrsg.): Geschichte der deutschen Literatur. Band 12: Geschichte der deutschen Literatur von 1945 bis zur Gegenwart. C. H. Beck, München 1994, ISBN 3-406-38660-1
- Hans-Ulrich Wagner: Günter Eich und der Rundfunk. Essay und Dokumentation. Verlag für Berlin-Brandenburg, Potsdam 1999, ISBN 3-932981-46-4 (Veröffentlichungen des Deutschen Rundfunkarchivs; Bd. 27)